# Aquilino García Deán
Aquilino García Deán (Pamplona, 1864-Huarte-Araquil, 6 de mayo de 1948) fue un fotógrafo aficionado y funcionario del Ayuntamiento de Pamplona que documentó con su imágenes la importante transformación de la ciudad entre finales del siglo XIX y primera mitad del siglo XX. Cuando se jubiló en 1944 legó todo su trabajo al Archivo Municipal de Pamplona. Fue uno de los principales colaboradores gráficos de La Avalancha: revista ilustrada desde sus inicios siendo incluso su director desde 1910. También director del periódico La Tradición Navarra vinculado al Partido Integrista de Navarra.

## Biografía
Nacido en 1864 en Pamplona, sobre su infancia y juventud se conoce poco si bien, por el desarrollo de «sus actividades posteriores debió recibir, al menos, una sólida educación elemental, probablemente en algún centro religioso.»
El 25 de julio de 1887, en la Rochapea, participó en la fundación de la Biblioteca Católico Propagandista de Pamplona. Esta entidad será la encargada de poner en funcionamiento la edición de La Avalancha, revista ilustrada, en 1895, y que funcionará hasta 1951, pocos años después de su fallecimiento en 1948.
Fue nombrado concejal del ayuntamiento de Pamplona en 1898. Cuando se jubiló en 1941 era Oficial primera del consistorio pamplonés.

## Obra
Su trabajo fotográfico se centra principalmente en Pamplona, aunque recorre toda Navarra, especialmente desde su nombramiento como concejal de Pamplona en 1898. Sus fotografías abarcan el período entre 1885 y principios de la década de 1940. Aunque Carlos Cánovas considera que entre 1898 y 1925 produjo la mayor parte de su obra y la mejor.

Según diversas fuentes su fotografía, de carácter documental, destaca por la precisión de su técnica, colocando en el primer plano de sus imágenes figuras humanas con lo que añade una referencia exacta a la escala al mismo tiempo que incorpora el retrato. Todas sus fotografías fueron realizadas con negativos de formato grande. Sus placas certifican, con enorme exactitud, las diversas transformaciones morfológicas que experimentaba la ciudad. También obtuvo diversas imágenes en la provincia.
Siendo un autodidacta sorprende su precisión técnica. No es frecuente ni en los profesionales de aquellos años. En general los fotógrafos aficionados en Navarra no se han caracterizado por su preciosismo técnico. Fue un hombre riguroso. Sus imágenes son la consecuencia directa de un esfuerzo de reflexión anterior a cada toma.

Su precisión técnica tiene que ver con varios factores. Por una parte, García Deán trabajó siempre con formatos grandes (13 x 18 cm), lo cual no es mérito suyo, ya que puede considerarse un formato hab habitual en la época. Pero fue fiel al formato durante toda su vida, no cayó en la tentación de reducirlo, cosa que pudo haber hecho ya en el siglo XX. Además, por otro lado, puso de manifiesto coherencia y habilidad en el manejo de la cámara: corrección de las líneas –en especial el cuidado de las verticales es ineludible para un trabajo documental–, cálculo meticuloso de la exposición correcta, adecuada utilización de la profundidad de campo, etc. Si a todo ello se añade la preocupación por encontrar el emplazamiento idóneo, la ausencia de cualquier énfasis romántico que hubiese podido desvirtuar el concepto de «documento», y la presencia voluntaria de algunos «ruidos», llegaremos a la conclusión de que García Deán no «acertó» ingenuamente. De hecho manejó muy temprano conceptos intuidos que sólo después de muchos años han sido puestos de relieve por algunos documentalistas contemporáneos.
La donación de su trabajo al archivo municipal cimentó las bases del fondo fotográfico (la Fototeca) que se ha visto ampliada con aportaciones posteriores de otros fotógrafos como F. Veramendi, Julio Cia, José Galle, Zubieta y Retegui, José Joaquín Arazuri, etc.

La Pamplona de Aquilino García Deán
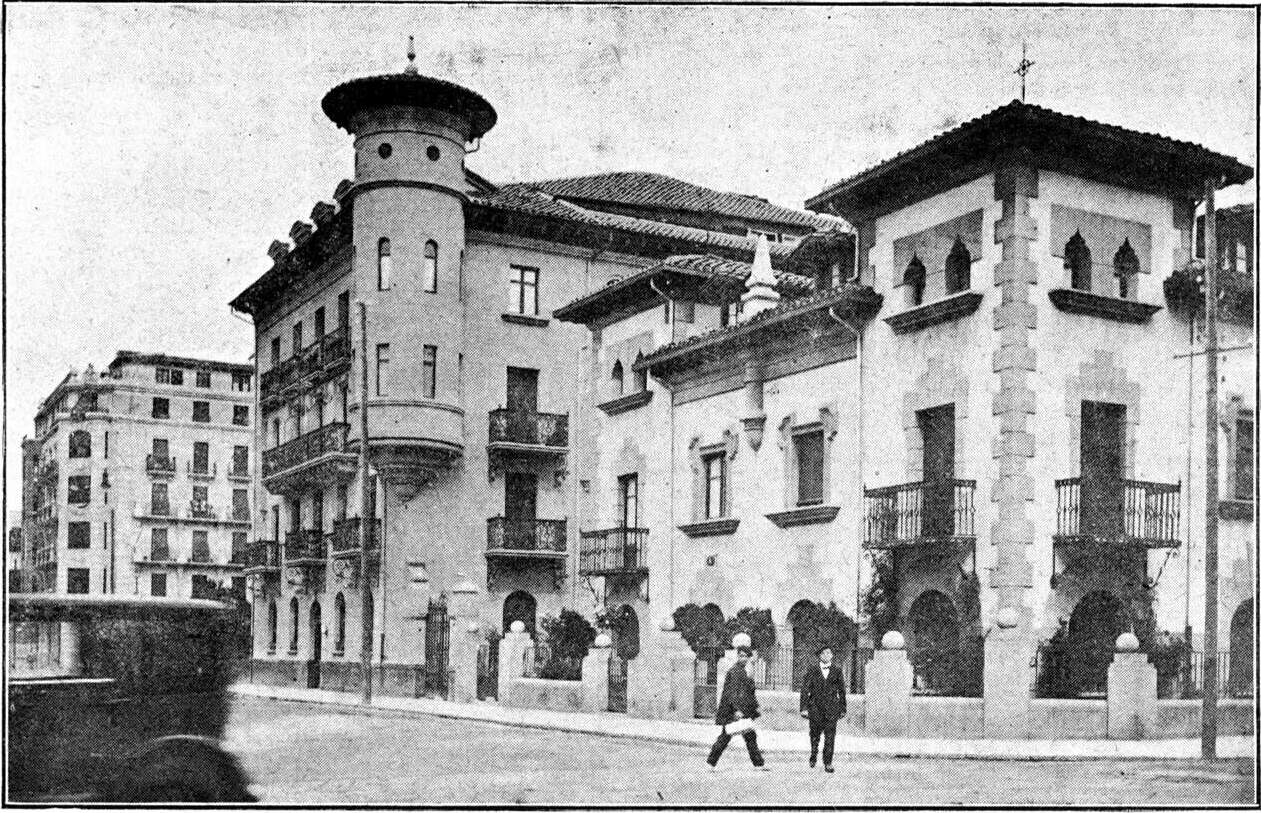
Calle Arrieta
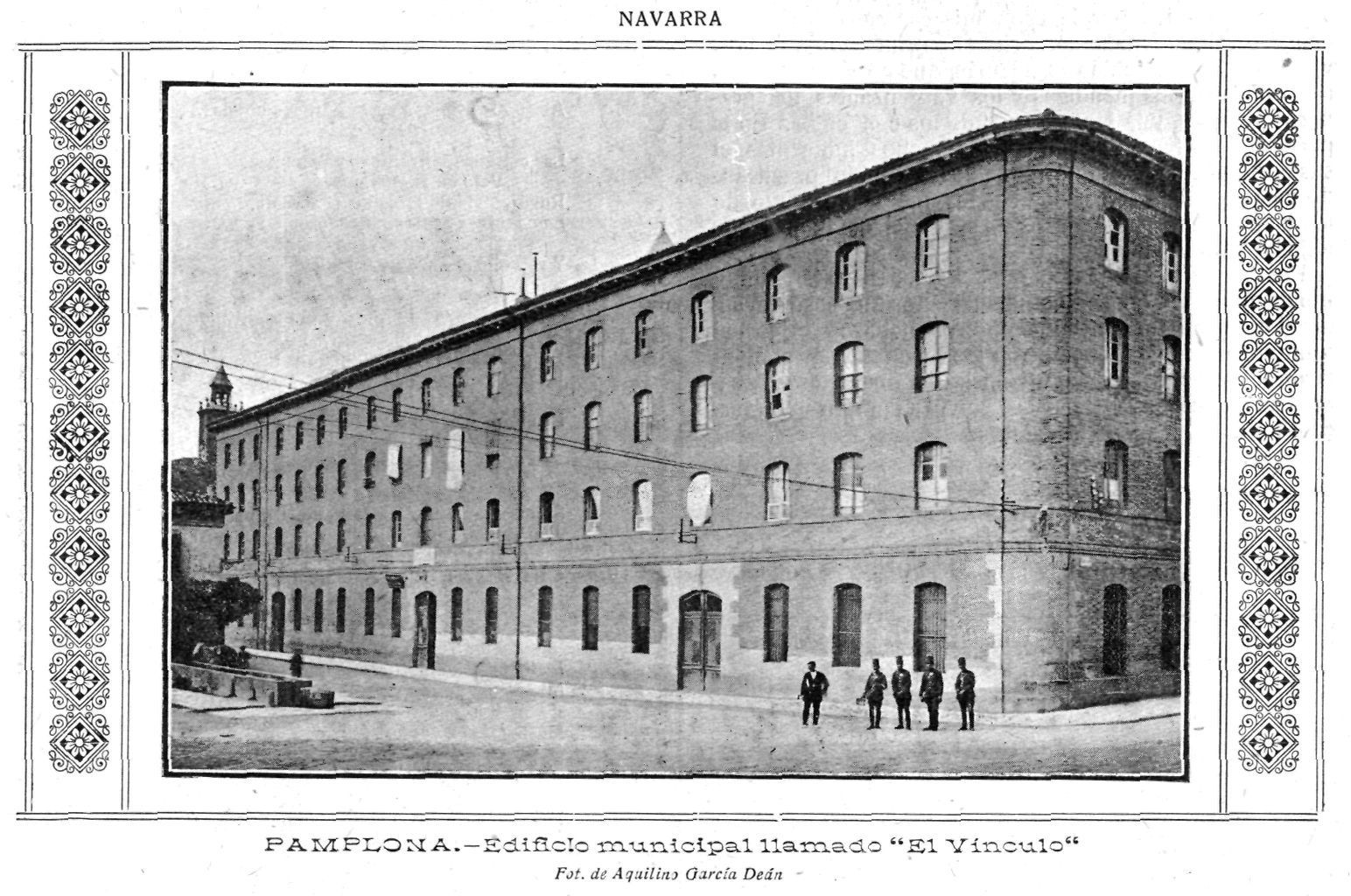
Edificio de El Vínculo de Pamplona
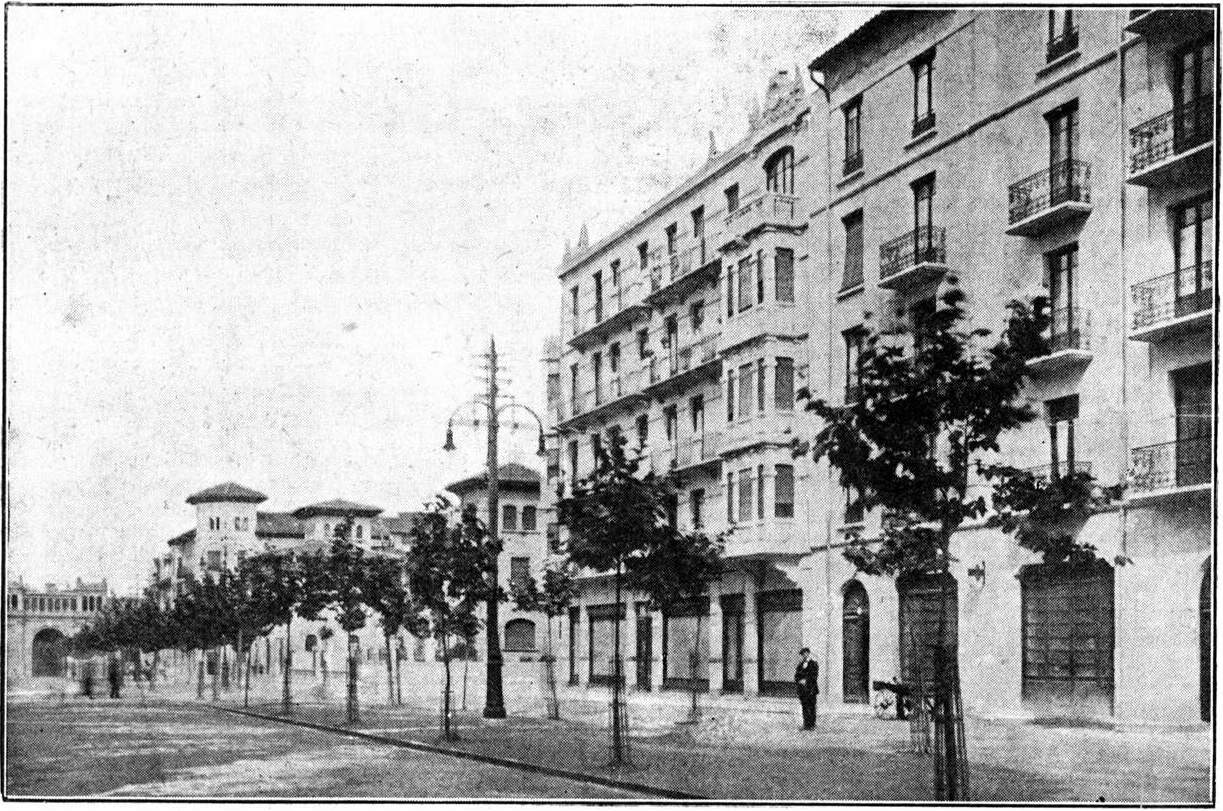
Avenida de Roncesvalles
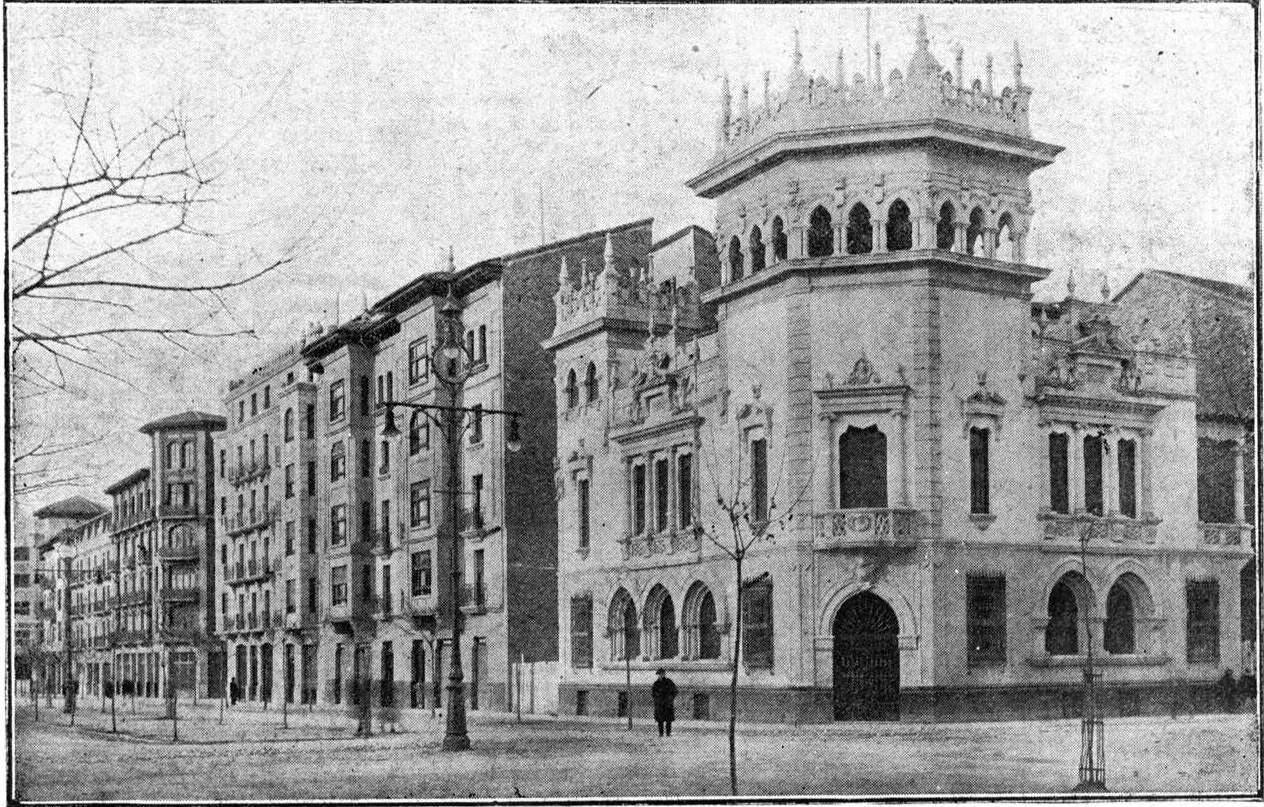
Avenida de Carlos III
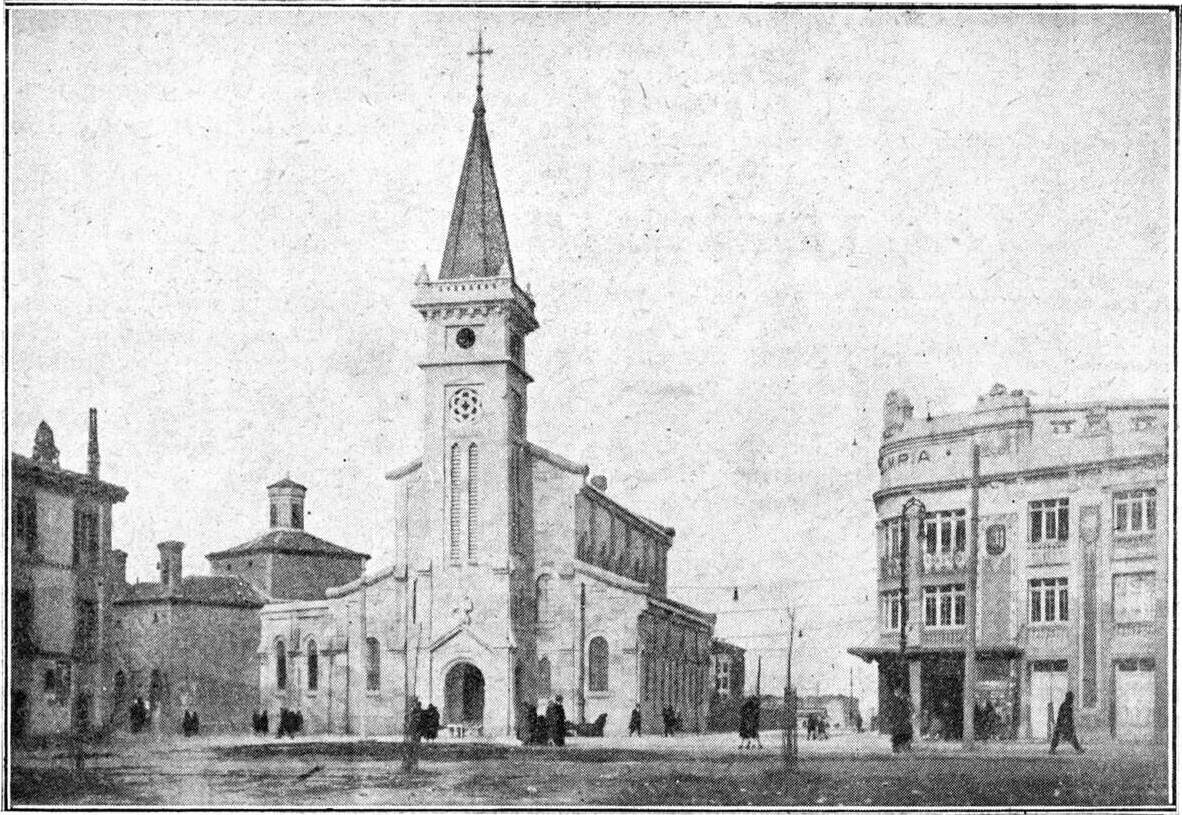
Avenida de San Ignacio